# Tadeusz Zawadzki (historyk)
Tadeusz Zawadzki (ur. 7 kwietnia 1919 w Wilnie, zm. 4 stycznia 2008 w Tournus we Francji) – polski historyk starożytności, znany szeroko w świecie badacz dziejów antycznych, twórca poznańskiej szkoły badań nad starożytnością, uczeń Ludwika Piotrowicza

## Życiorys

### Pobyt w Wilnie
Pochodził ze znanej wileńskiej rodziny księgarzy i wydawców. Nakładem jego pradziada, Józefa Zawadzkiego, światło dzienne ujrzały m.in. Ballady i romanse Adama Mickiewicza oraz Joachima Lelewela Dzieje starożytne.
Tadeusz Zawadzki rozpoczął studia uniwersyteckie w Wilnie, ale w roku 1938 przeniósł się do Krakowa. Ściągnęły go tam zainteresowanie dziejami starożytnymi i sława profesora Ludwika Piotrowicza, który wówczas kierował Katedrą Historii Starożytnej na Uniwersytecie Jagiellońskim.
Wybuch wojny zastał go w Wilnie, gdzie spędzał wakacje. Pozostał tam aż do roku 1945, biorąc, jako żołnierz wileńskiej AK, aktywny udział w ruchu oporu.

### Pobyt w Krakowie i Poznaniu
Studia podjął natychmiast po zakończeniu działań wojennych – w Krakowie. W 1946 zdobył dyplom magistra. W roku 1950 obronił u prof. Ludwika Piotrowicza rozprawę doktorską nt. Z zagadnień struktury agrarno-społecznej krajów małoazjatyckich w epoce hellenizmu, opublikowaną w 1952 r. w Poznaniu. W roku 1954 znalazł zatrudnienie w Instytucie Historii Kultury Materialnej PAN. Został równocześnie zatrudniony na Uniwersytecie Poznańskim, z którym był związany do 1968. Prowadził wykłady zlecone na Uniwersytecie Mikołaja Kopernika w Toruniu.
Jego uczniami byli m.in. Julia Zabłocka i Włodzimierz Pająkowski.
Przebywał także na pobytach stypendialnych w Paryżu, gdzie pracował u boku m.in. Louisa Roberta i Hansa Georga Flauma z College de France w Paryżu. W 1967 otrzymał tytuł profesora nadzwyczajnego.

### Pobyt w Szwajcarii i Francji
W 1967 otrzymał zaproszenie w charakterze visiting professor ze strony Uniwersytetu Miséricorde w Szwajcarii. We Fryburgu wykładał przez cały rok akademicki 1967-1968.
W chwili wyjazdu na Zachód był już postacią znaną. Miał w swym dorobku szereg publikacji, które przyniosły mu rzeczywiste uznanie, w tym słynny artykuł Emporium Piretensium. Contribution a la géographie historique des provinces de Thrace et de Mésie inférieure, opublikowany w Bulletin de Correspondance Hellénique w 1964.
W 1968 Ministerstwo Oświaty i Szkolnictwa Wyższego nie wyraziło zgody na przedłużenie urlopu naukowego Zawadzkiego na kolejny rok, mimo wcześniejszego pozytywnego stosunku do tej sprawy. Napięta sytuacja polityczna i społeczna w Polsce oraz szykowane wielkie reformy na polskich uczelniach sprawiły, że wybrał on emigrację i nie wrócił już do Polski. 
W 1969 wygrał konkurs na stanowisko kierownika Katedry Historii Starożytnej Uniwersytetu we Fryburgu, na czele której – jako profesor zwyczajny – stał aż do przejścia na emeryturę w roku 1989.
W Szwajcarii podjął, zapoczątkowane jeszcze w Polsce, badania nad Scriptores Historiae Augustae, późnoantycznym zbiorem cesarskich biografii.
Na emeryturze mieszkał we Francji w miasteczku Tournus. Po transformacji ustrojowej podjął ponownie współpracę z macierzystym środowiskiem polskich - zwłaszcza poznańskich - historyków starożytności. Co jakiś czas odwiedzał też Polskę.
Został pochowany w Wilnie na cmentarzu na Antokolu.